# Église réformée Saint-Théodule d'Ormont-Dessus
Pour les articles homonymes, voir Église Saint-Théodule.
L'ancienne église Saint-Théodule d'Ormont-Dessus, également appelée temple d'Ormont-Dessus, est un lieu de culte anciennement dédié à Théodore d'Octodure et devenu protestant à la Réforme. Il est situé dans le hameau de Vers-L'Église, sur le territoire de la commune vaudoise d'Ormont-Dessus, en Suisse.

## Histoire
Cette église à la fois simple et ambitieuse était une filiale de l'église d'Ormont-Dessus (Cergnat). Remplaçant une modeste chapelle attestée dès 1396, l'édifice actuel a été consacré en 1456 après une importante reconstruction. Le chœur polygonal, avec sa voûte d'ogives en six parties, la nef, de plan rectangulaire, ainsi que le clocher-porche semblent remonter à la fin du Moyen Âge. La Réforme protestante est imposé en 1528 par les Bernois, nouveaux maîtres du Pays de Vaud. Pour augmenter la capacité des lieux, trois galeries en bois sont successivement construites en 1581, 1709 et 1830. On y trouve encore des bancs-poutres, sièges primitifs devenus rarissimes. La nef est couverte d'un berceau lambrissé, établi en 1709. Les fenêtres du chœur et de la nef conservent d'intéressants vitraux héraldiques dont l'un est daté de 1580. Cloches de 1564 et 1736.
La chaire est reconstruite en 1960 dans le cadre d'une restauration complète du bâtiment. En 1968, les facteurs Armagni et Mingot de Lausanne construisent un orgue mécanique de 13 jeux réels sur deux claviers et pédale,.
Le temple est inscrit comme bien culturel suisse d'importance nationale.
C'est dans ce temple que sont donnés, traditionnellement, les concerts du festival musique et neige qui se tient de janvier à mars.